# Pore
Pore – miasto w Kolumbii, w departamencie Casanare.